# Passe (Tarn)
Der Passe (französisch: Ruisseau de Passe) ist ein kleiner Fluss im Süden von Frankreich, der im Département Tarn der Region Okzitanien nordöstlich der Stadt Toulouse verläuft.

## Geografie

### Verlauf
Der Passe entspringt im nördlichen Gemeindegebiet von Rabastens, entwässert generell Richtung Südsüdwest und mündet nach rund 18 Kilometern an der Gemeindegrenze von Rabastens und Mézens als rechter Nebenfluss in den Tarn.

### Orte am Fluss
(Reihenfolge in Fließrichtung)
- Saint-Salvy de Belmontet, Gemeinde Rabastens
- Le Bouscatel, Gemeinde Rabastens
- Montbartié, Gemeinde Rabastens
- Condel, Gemeinde Grazac
- Le Bouyssou, Gemeinde Mézens
- Les Pujades, Gemeinde Rabastens
- Mézens